# Kate Bosse-Griffiths
Käthe Bosse-Griffiths (16 de julho de 1910 – 4 de abril de 1998) foi uma egiptóloga eminente. Nascida na Alemanha, mudou-se para a Grã-Bretanha como refugiada política e casou-se com um galês. Ela se tornou uma escritora na língua galesa e fez uma contribuição única para a literatura galesa.

## Biografia
Käthe Bosse nasceu em Wittenberg, na Alemanha, em 1910, sendo a segunda dos quatro filhos. Seu pai, Paul Bosse (1881-1947), era um ginecologista distinto e chefe do hospital da cidade de Wittenberg. Sua mãe Käthe Bosse (nascida Levin, 1886-1944) era de ascendência judia, mas Bosse foi criada na Igreja Luterana. Depois de completar o ensino médio em sua cidade natal, ela foi promovida a estudar na Universidade de Munique, onde obteve um doutorado em Clássicos e Egiptologia em 1935. Sua tese se concentrou na figura humana na escultura egípcia tardia. Logo depois, ela começou a trabalhar no Departamento de Egiptologia e Arqueologia dos Museus Estatais de Berlim, mas ela e seu pai foram demitidos de seus cargos quando se descobriu que sua mãe era judia.
Bosse escapou da perseguição nazista e deixou a Alemanha para a Grã-Bretanha em 1936. Ela trabalhou como assistente do zoólogo e acadêmico clássico D'Arcy Wentworth Thompson. Ela encontrou trabalhos de pesquisa no Museu Petrie da University College London e, mais tarde, no Museu Ashmolean, em Oxford. Em 1938, enquanto em Oxford como membro sênior do Somerville College, ela conheceu um colega egiptólogo e estudante de pesquisa, J. Gwyn Griffiths. Griffiths, um acadêmico galês e clássico cresceu em Rhondda e se formou na University College Cardiff (agora Cardiff University), onde sua influência no antigo Egito foi despertada por Kathleen Freeman.
Bosse e Griffiths voltaram para o Rhondda e construíram sua casa na vila de Pentre, morando na Avenida 14 St Stephen's. Griffiths foi nomeado professor na Porth County School. Eles se casaram em 1939 e Bosse se tornou Käthe Bosse-Griffiths. Bosse e Griffiths tiveram dois filhos, Robat Gruffudd (nascido em 1943) e Heini Gruffudd (nascido em 1946).
Durante a Segunda Guerra Mundial, Bosse-Griffiths e seu marido fundaram o Círculo Cadwgan de sua casa em Pentre, um grupo literário e intelectual de vanguarda, cujos membros incluíam Pennar Davies e Rhydwen Williams. Entre esses falantes literários de galês, Bosse-Griffiths encontrou um amor pela língua galesa. Durante os mesmos anos na Alemanha, a mãe de Bosse-Griffiths morreu em Ravensbrück, um campo de concentração notoriamente maligno para mulheres. Seus irmãos Günther e Fritz foram presos e depois serviram no campo de Zöschen. Uma ordem para que eles fossem mortos perto do fim da guerra não foi cumprida. Sua irmã Dorothee foi presa por seis semanas, mas liberada.

## Carreira acadêmica e literária
Quando seu marido se tornou professor na Universidade de Swansea, o casal mudou-se para Uplands e depois para Sketty, em Swansea. Bosse-Griffiths tornou-se membro do Museu Swansea, onde se tornou Guardiã da Arqueologia, função que desempenhou por 25 anos, curando as coleções quase até o dia de sua morte. Ela ajudou a tirar a coleção egípcia do senhor Henry Wellcome do armazenamento e colocá-la no Departamento de Clássicos de Swansea, onde Bosse-Griffiths passou os vinte anos seguintes pesquisando seus 5.000 itens. Esta coleção Wellcome agora é realizada no Egypt Centre, na Universidade de Swansea.
Bosse-Griffiths publicou obras em sua autoria escrevendo em galês sobre os movimentos pacifistas alemães em Mudiadau Heddwch yn yr Almaen (1942). Seu trabalho acadêmico incluiu Amarna Studies and Other Collected Papers (1955). Ela também publicou dezenas de artigos sobre questões arqueológicas.
A produção literária de contos e romances de Bosse-Griffiths incluíram Anesmwyth Hoen (1941), Fy Chwaer Efa a Storïau Eraill (1944), Mae'r Galon wrth y Llyw (1957; reimpresso com uma nova introdução em 2016 por Honno Welsh Women's Classics), e Cariadau (1995), e dois livros de viagem, Trem ar Rwsia a Berlin (1962) e Tywysennau o'r Aifft (1970). Seus romances e contos concentram-se na vida e nas ideias das mulheres galesas que eram tabus, como aborto, adultério e a relação das mulheres com a religião.
O filho de Bosse-Griffiths, Heini, escreveu A Haven from Hitler, que contou a história de sua família e fuga da Alemanha nazista.